# Escuela de Arquitectura de Mackintosh
La Escuela de Arquitectura de Mackintosh (MSA) es una de las cinco escuelas que componen la Escuela de Arte de Glasgow, situada en el área de Garnethill en Glasgow, Escocia. La Escuela de Arquitectura Mackintosh es la única escuela académica de la Escuela de Arte de Glasgow que se ocupa de una sola disciplina.
La escuela tiene su sede en el edificio Bourdon, que lleva el nombre del arquitecto francés Eugène Bourdon, el primer profesor de arquitectura en la Escuela de Arte de Glasgow.

## Historia
La arquitectura ha sido parte de la enseñanza en la GSA desde mediados del siglo XIX. Impartida a tiempo parcial hasta 1968, la escuela cuenta con Charles Rennie Mackintosh y dos de los arquitectos modernos más notables de Glasgow, Andy MacMillan e Isi Metzstein del estudio de arquitectura Gillespie, Kidd & Coia, entre sus alumnos más eminentes.
Desde 1968, los programas han sido predominantemente para estudiantes a tiempo completo, pero sigue siendo la única escuela de arquitectura de Escocia que ofrece un modo de estudio a tiempo parcial.

## Programas académicos
- Pregrado en Arquitectura[1]
- Diplomado en Arquitectura[2]
- Máster en Arquitectura[3]

## Programas de investigación
- Desempeño Ambiental Urbano y Comportamiento Individual[4]
- Laboratorio Urbano de Glasgow[5]
- Unidad de Investigación de Arquitectura Ambiental de Mackintosh (MEARU)[6]